# Squadra dei Caraibi Orientali di Fed Cup
La squadra dei Caraibi Orientali di Fed Cup ha rappresentato l'Organizzazione degli Stati dei Caraibi Orientali nella Fed Cup.
Essa ha debuttato nel 2002, e da allora non ha più preso parte alla Fed Cup, e per questo motivo è stata estromessa dal ranking mondiale stilato dalla ITF.

## Organico 2002
Aggiornato ai match del gruppo III (14-18 maggio 2002). Fra parentesi il ranking della giocatrice nei giorni della disputa degli incontri.
- Sylma Phillip (WTA #)
- Lerissa Maurice (WTA #)
- Masika Williams (WTA #)

## Ranking ITF
Non inclusa nel ranking.